# Jan Schioldan
Jan Schioldan (født 1964 i Aalborg) død ((2023)) i København var dansk journalist.
Schioldan blev uddannet fra Danmarks Journalisthøjskole i 1997. Han har været ansat på TV 2 Nyhederne og Go' morgen Danmark inden han i 1998 kom til Deadline, hvor han har været siden. Han har bl.a. dækket dansk politik samt udenrigs- og sikkerhedspolitik.